# Duane Swierczynski
Duane Louis Swierczynski (Filadelfia, 22 febbraio 1972) è uno scrittore e giornalista statunitense, noto per aver scritto romanzi, libri e fumetti..
Ha lavorato su fumetti come Moon Knight, Punitore, Cable e The Immortal Iron Fist, ma ha anche collaborato a vari romanzi, come So che mi stai guardando (The Shut-In, con James Patterson), e ne ha scritti altri come scrittore indipendente, tra cui la trilogia di Charlie Hardie (Fun & Games, Hell & Gone e Point & Shoot), più una trilogia di digi-triller chiamata Level 26.

## Vita privata
Duane Swierczynski è sposato con due bambini. Il suo primogenito, Parker (in onore del personaggio di Richard Stark e di Peter Parker, vera identità dell'Uomo Ragno), è nato il 30 marzo 2002. L'altra figlia, Evelyn, è nata il 15 luglio 2003.

## Opere come scrittore indipendente

### SerieLevel 26
1. 2009 - Level 26 (Dark Origins), Sperling & Kupfer, traduzione di Annalisa Garvaglia, 2010, ISBN 978-8860616814
2. 2010 - Io ti troverò (Dark Prophecy), Sperling & Kupfer, traduzione di Annalisa Garvaglia, 2010, ISBN 978-8820049218
3. 2011 - Dentro il buio (Dark Revelations), Sperling & Kupfer, traduzione di Annalisa Garvaglia, 2012, ISBN 978-8820050351

### SerieCharlie Hardie
1. 2011 - Fun & Games
2. 2012 - Hell & Gone
3. 2013 - Point & Shoot

### Altri romanzi
- 2005 - Secred Dead Men
- 2005 - The Wheelman
- 2006 - The Blonde
- 2007 - Uccidere o essere uccisi (Severance Package), Newton Compton Editori, traduzione di Taddeo Roccasalda, 2009 (ISBN 978-8854113015)
- 2010 - Expiration Date
- 2015 - Canary
- 2016 - Revolver
- 2018 - Unbelievably Boring Bart (con James Patterson)